# کوی‌ویک
کوی‌ویک (به هلندی: Kooiwijk) یک منطقهٔ مسکونی در هلند است که در مولن‌وارد واقع شده‌است.